# Süderau
Süderau è un comune tedesco del circondario di Steinburg, nella regione dello Schleswig-Holstein. Ha circa 800 abitanti.